# Alexandre Schapiro
Pour les articles homonymes, voir Schapiro.
Ne doit pas être confondu avec Alexandre Schapiro dit Sacha Schapiro.
Alexandre M. Schapiro, né en 1882 à Rostov-sur-le-Don (Russie) et mort le 5 décembre 1946 à New York (États-Unis), est un militant libertaire et syndicaliste révolutionnaire, figure marquante du mouvement anarcho-syncaliste international du début du XXe siècle.

## Jeunesse
Né dans une famille juive, Alexandre Schapiro est le fils d’un révolutionnaire anarchiste.
Après avoir passé son enfance à Constantinople où il fréquente l’école française et est élevé dans quatre langues (russe, yiddish, français et turc), il rejoint Paris où, à l’âge de 16 ans, il commence à la Sorbonne des études de biologie en vue d’être médecin, études interrompues faute d’argent.
En 1905, il est le cofondateur avec Varlaam Tcherkessov, du groupe communiste libertaire de Londres. Le 1er mai, le groupe édite un numéro du journal L’Internationale en yiddish.
Il est en 1906 le secrétaire du Worker’s friend Club et, l’année suivante, l’un des responsables avec Kropotkine et Rudolf Rocker de la Croix rouge anarchiste, organisme de soutien aux militants emprisonnés.
En août 1907, il est délégué de la Fédération anarchiste juive de Londres au Congrès anarchiste international d'Amsterdam. Il est élu au Bureau anarchiste international, secrétaire responsable du Bulletin de l’Internationale anarchiste de janvier 1908 à octobre 1910.
Lors de la Première Guerre mondiale, il est l’un des signataires, le 15 février 1915, du manifeste L’Internationale anarchiste et la guerre, dit Manifeste des 35 contre la guerre.
En septembre, il participe à la Conférence syndicaliste tenue à Londres.

## Arrestations en Russie soviétique
Début 1917, il revient en Russie et intègre la rédaction de l’organe anarcho-syndicaliste Golos Truda (Voix des travailleurs) avec, notamment, Voline, Piotr Archinov, Olga Taratuta et Marie Goldsmith.
Pendant la guerre civile, il est nommé à un poste de responsabilité au Commissariat aux affaires étrangères de Gueorgui Tchitcherine.
Arrêté en 1919, il est relâché en 1920, après une grève de la faim.
En septembre 1921, il intervient pour permettre la rencontre entre des délégués étrangers au congrès de l’Internationale syndicale rouge et Lénine pour protester contre les emprisonnements et les persécutions dont sont victimes les anarchistes.
Il est l’un des militants libertaires bannis par le nouveau régime en 1921.

## Association internationale des travailleurs
Il rejoint à Berlin d’autres militants anarchistes dont Emma Goldman, Alexandre Berkman, Voline, Marc Mratchny (en), Mollie Steimer, etc. et participe au Comité de défense des révolutionnaires emprisonnés en Russie (1923-1926) puis au Fonds d’aide de l’Association internationale des travailleurs (anarcho-syndicaliste) (1926-1932) qui organise, jusqu'en 1932, l’envoi de colis, d’argent et de lettres aux anarchistes internés dans les camps et prisons soviétiques.
En 1923, il dirige le journal anarcho-syndicaliste Rabotchy Put à Berlin.
Du 16 au 19 juin 1922, à Berlin, il participe au congrès de fondation de l’Association internationale des travailleurs (anarcho-syndicaliste) (AIT). Il est nommé au bureau de l'organisation. Il est le responsable du Fonds de secours russe de l’AIT.
Lors des débats qui animent l'immigration anarchiste russe en France à propos de la Plate forme organisationnelle dite Plateforme d’Archinov, il prend parti pour les opposants à ce texte réuni autour de la Synthèse anarchiste défendue par Voline et Sebastien Faure.
En 1933, il est envoyé en Espagne par l’AIT pour y enquêter sur les débats autour du Manifeste des Trente.
Il s’installe à Paris où il édite La Voix du peuple et collabore au journal Le Combat syndicaliste, organe de la Confédération générale du travail - Syndicaliste révolutionnaire.
Il émigre aux États-Unis en 1939 et y dirige la revue mensuelle News Trends.
Il meurt à New York le 5 décembre 1946 d’une crise cardiaque.

## Citation
« L'anarchosyndicalisme, c'est l'Association internationale des travailleurs qui ne borne pas ses activités à la lutte quotidienne pour des améliorations de détail, mais met en tout premier lieu, comme l'a si bien dit Kropotkine, la question de la reconstruction de la société. »

— Die Internationale, janvier 1933.

## Œuvres
- Avec Vera Figner et Pierre Siergueiev, Le martyre des détenus politiques aux bagnes russes : recueil de documents authentiques récents, Gand, Volksdrukkerij, 1913.
- Avec Albert de Jong, Waarom verloren wij de revolutie ? : De nederlaag van het Spaanse anarchosyndicalisme in 1936-1937, Baarn, 1979, (OCLC 6358178).

### Préface
- Pierre Besnard, Anarcho-syndicalisme et anarchisme : rapport de Pierre Besnard, secrétaire de l’AIT au congrès anarchiste international de 1937, (30 mai 1937), Paris, Amis du monde nouveau, 1952.